# Блашковина (Висибаба)
Блашковина  је археолошки локалитет који се налази у источном делу места Висибаба, на тераси изнад Западне Мораве, у општини Пожега, такође познато као римско гробље.
Налазиште је датовано у период између 2. и 3. века и верује се да је било део некрополе античког насеља. Рекогносцирање терена извршено је 1970. године, а ископавања су започела 1982.

На налазишту је откривено четири споменика и неколико анепиграфских делова ципуса, греда и постамената.
Значајан је налаз ципуса са пољем са натписом и рељефом, на којем је представљен Атис.
Од осталих налаза издвајају се остаци грађевине која је имала стране дужине 12 m око које су лежали бројни фрагментовани остаци архитектонске пластике од сивог кречњака и фрагменти надгробних споменика.
Такође је нађена једна камена урна висине 1,1м са удубљењем.
На основу хералдичких рељефа двеју птица на комаду позлаћеног сребрног лима закључено је да су то средњовековни гробови, а не антички како се у почетку мислило.
Налазижте припада категорији споменика културе од великог значаја, уписан у централни регистар 1983.